# 지곡왕산포 서산갯마을축제
지곡왕산포 서산갯마을축제는 충청남도 서산시 지곡면 중왕2리 왕산포구에서 매년 5 ~ 6월에 개최되는 지역 축제이다. 지곡면 가로림만에서 생산되는 바지락 및 낙지 등 해산물을 주제로 진행되며, 왕산포 서산갯마을축제 추진위원회에서 주관하는 순수 주민주도형 축제이다. 바지락캐기, 맨손 물고기잡기, 수산물 할인행사, 노래자랑 등 다양한 프로그램을 통해 어촌을 체험할 수 있다.

## 역사
바지락, 낙지 등 가로림만 해산물의 우수성을 널리 알리고 지곡면을 비롯한 지역 관광 명소를 홍보하고자 지역주민 주도로 2001년 처음으로 축제를 개최하였다.
2017년 5월 27일, 28일에 제7회 행사가 열렸다.

## 사진

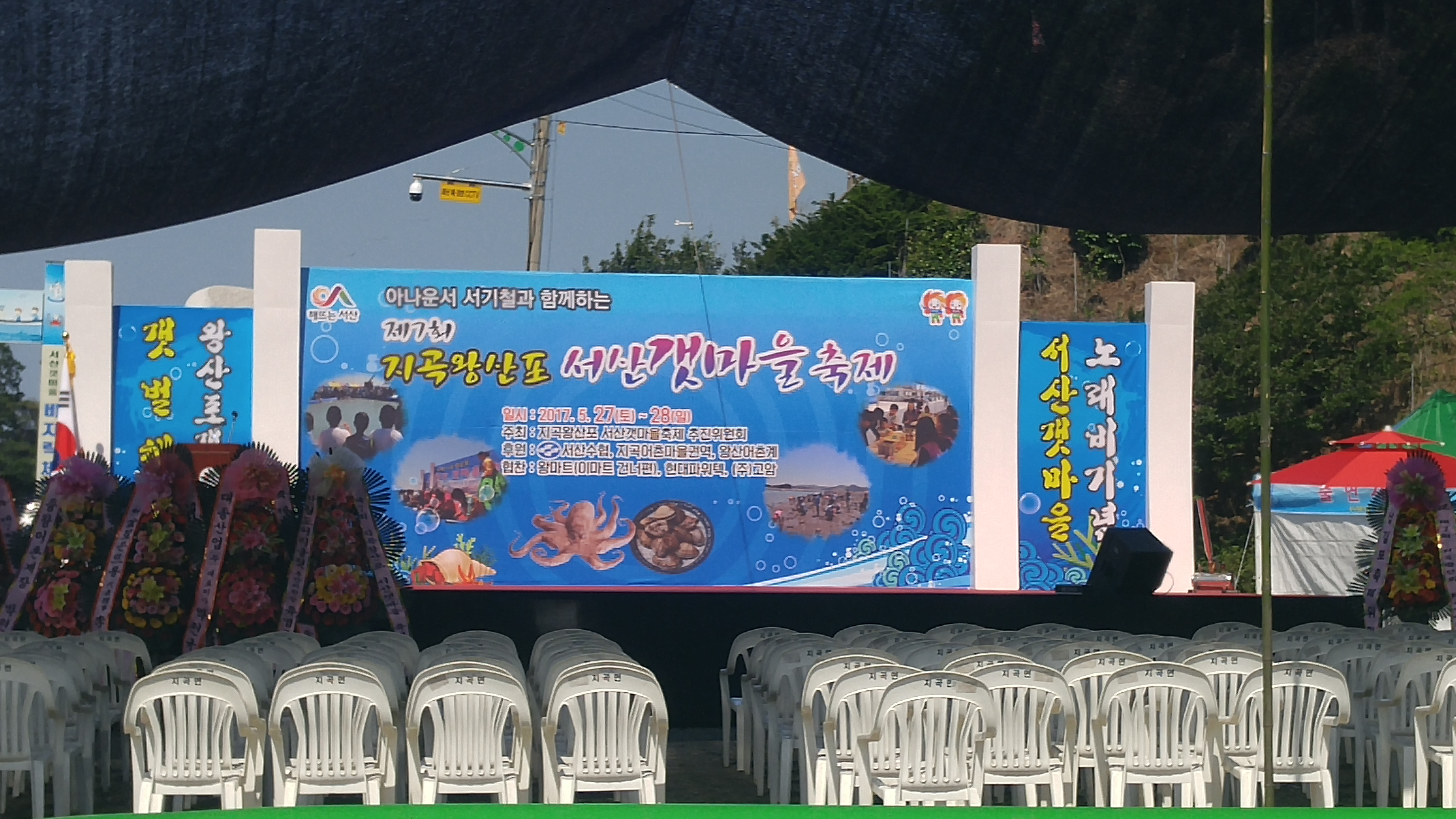
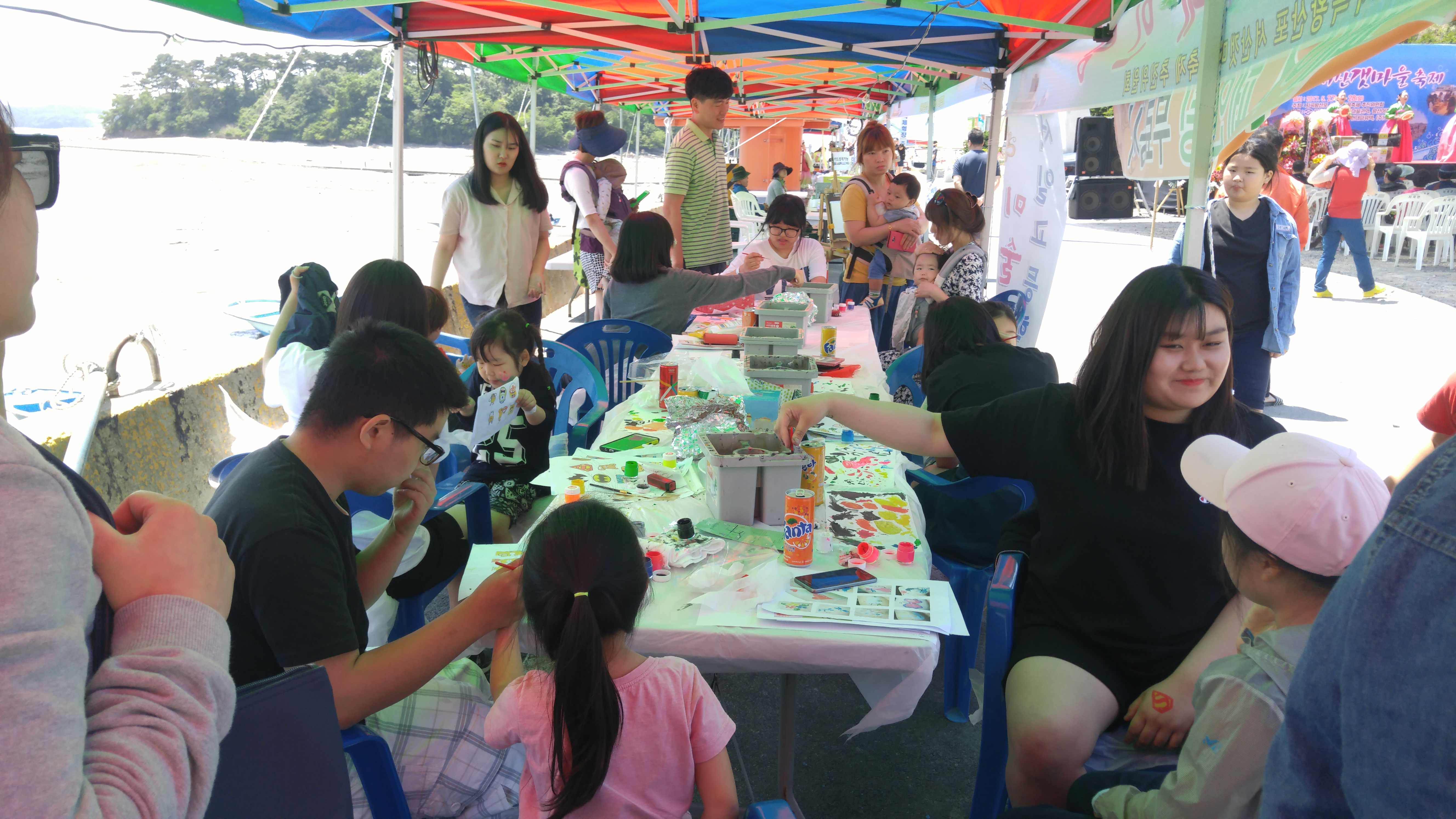
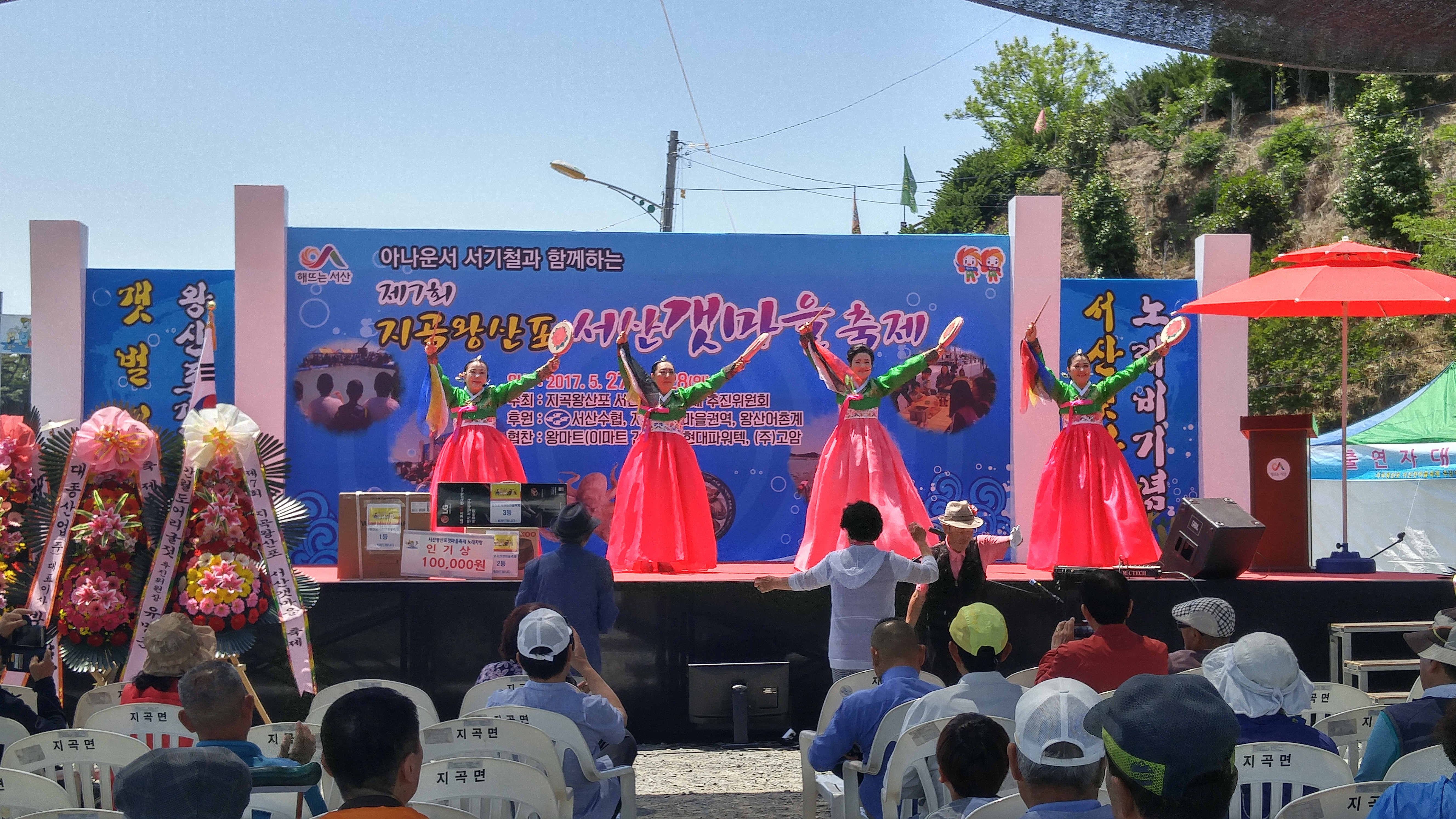
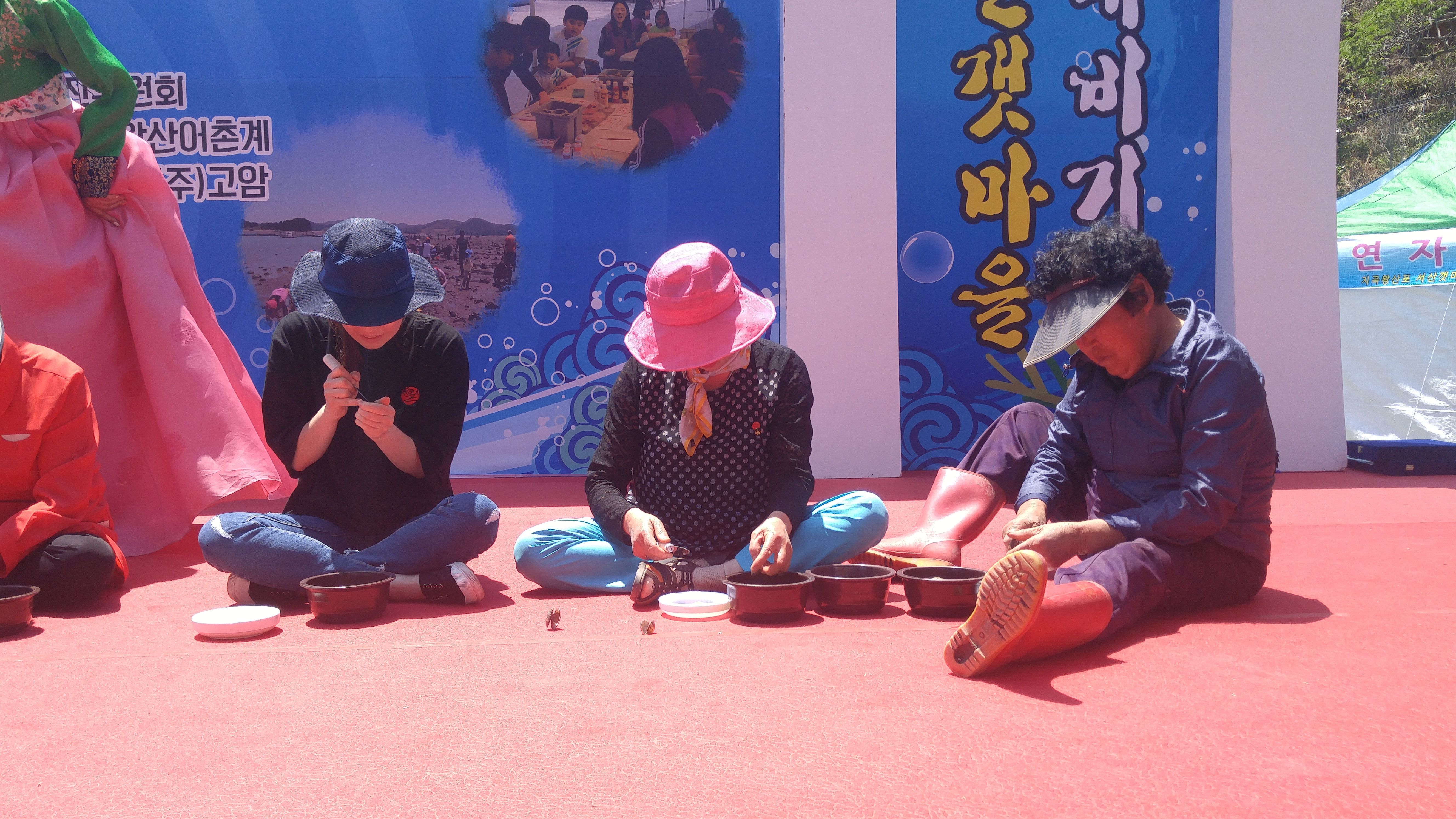
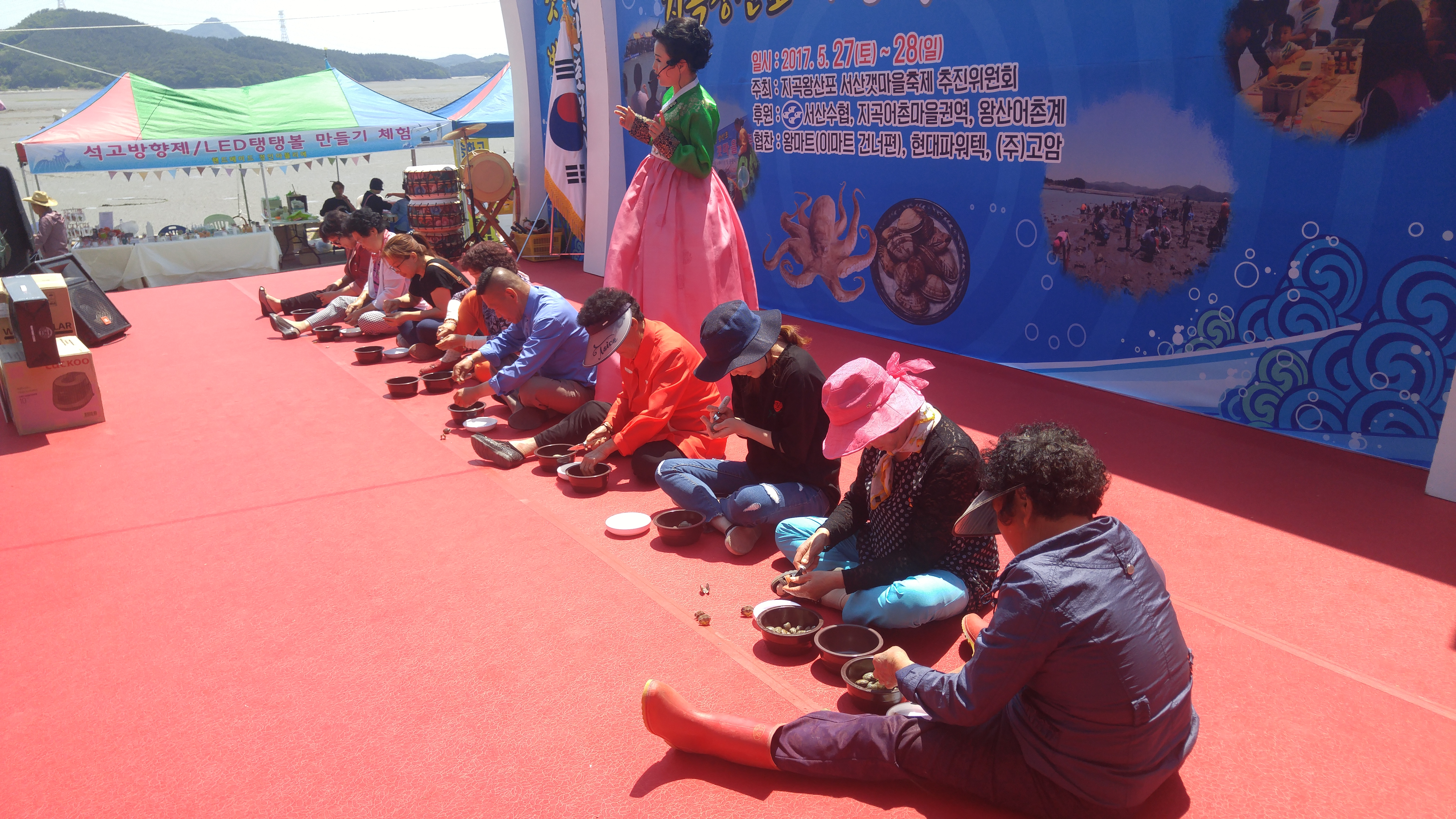
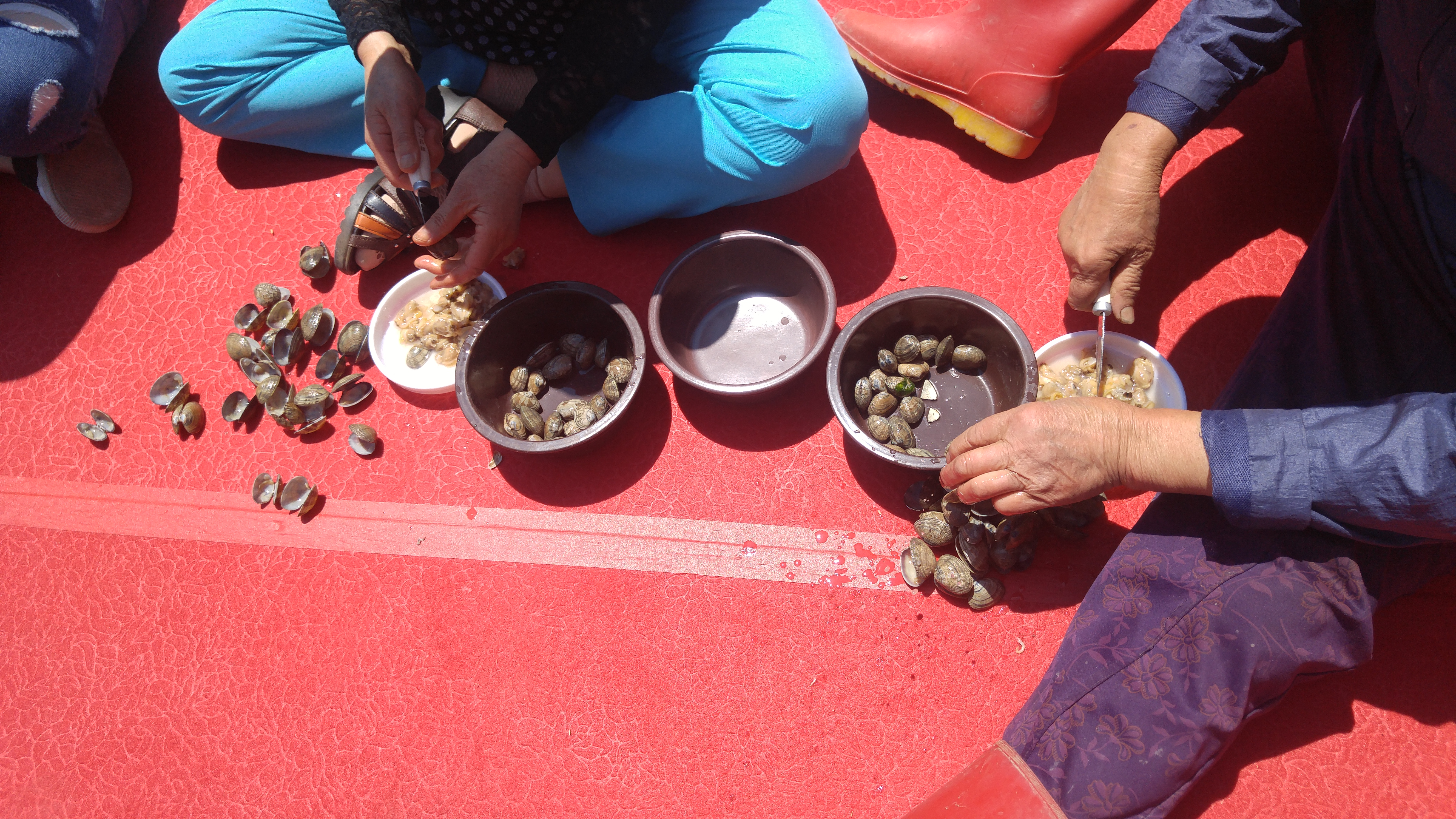
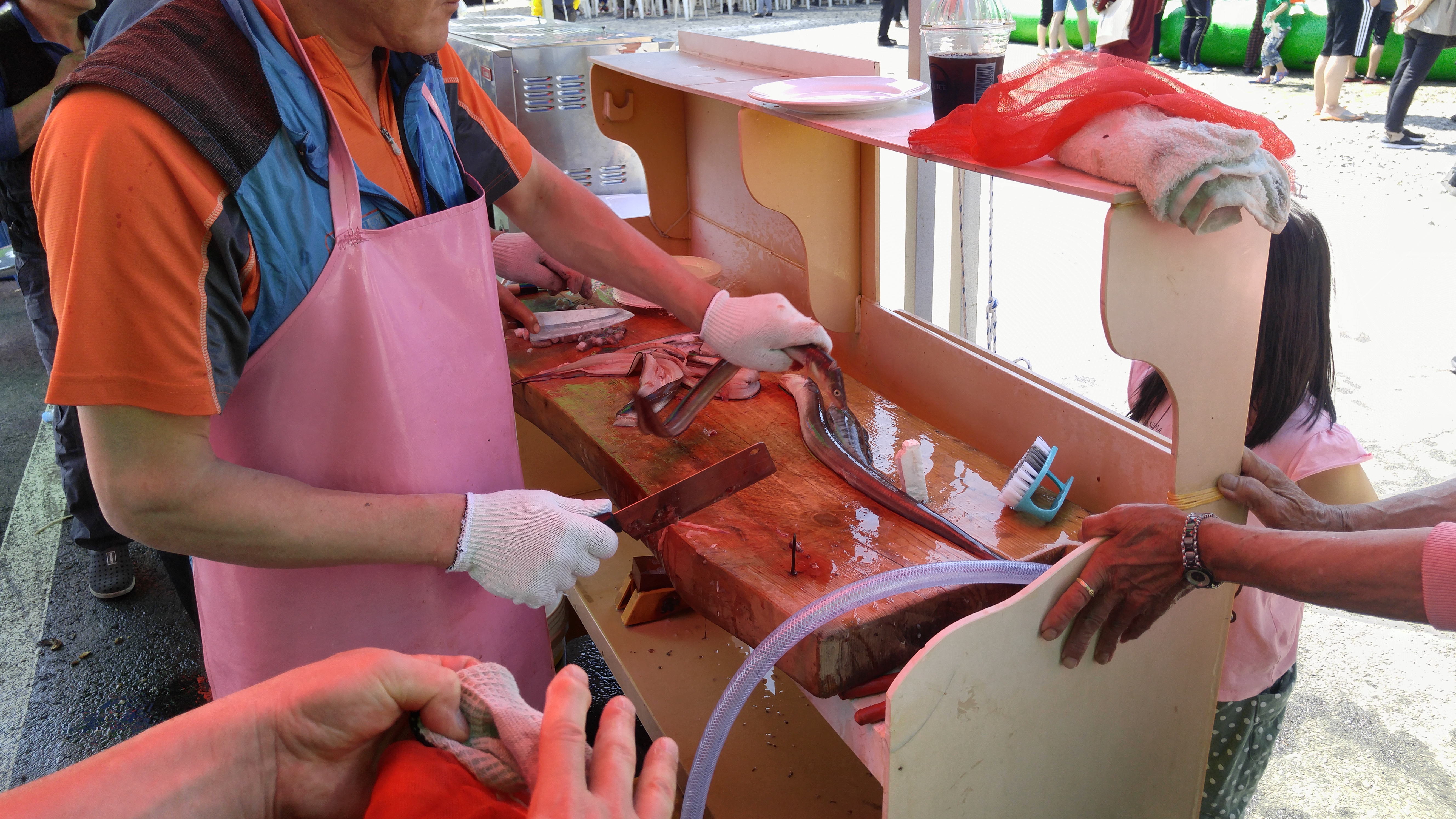
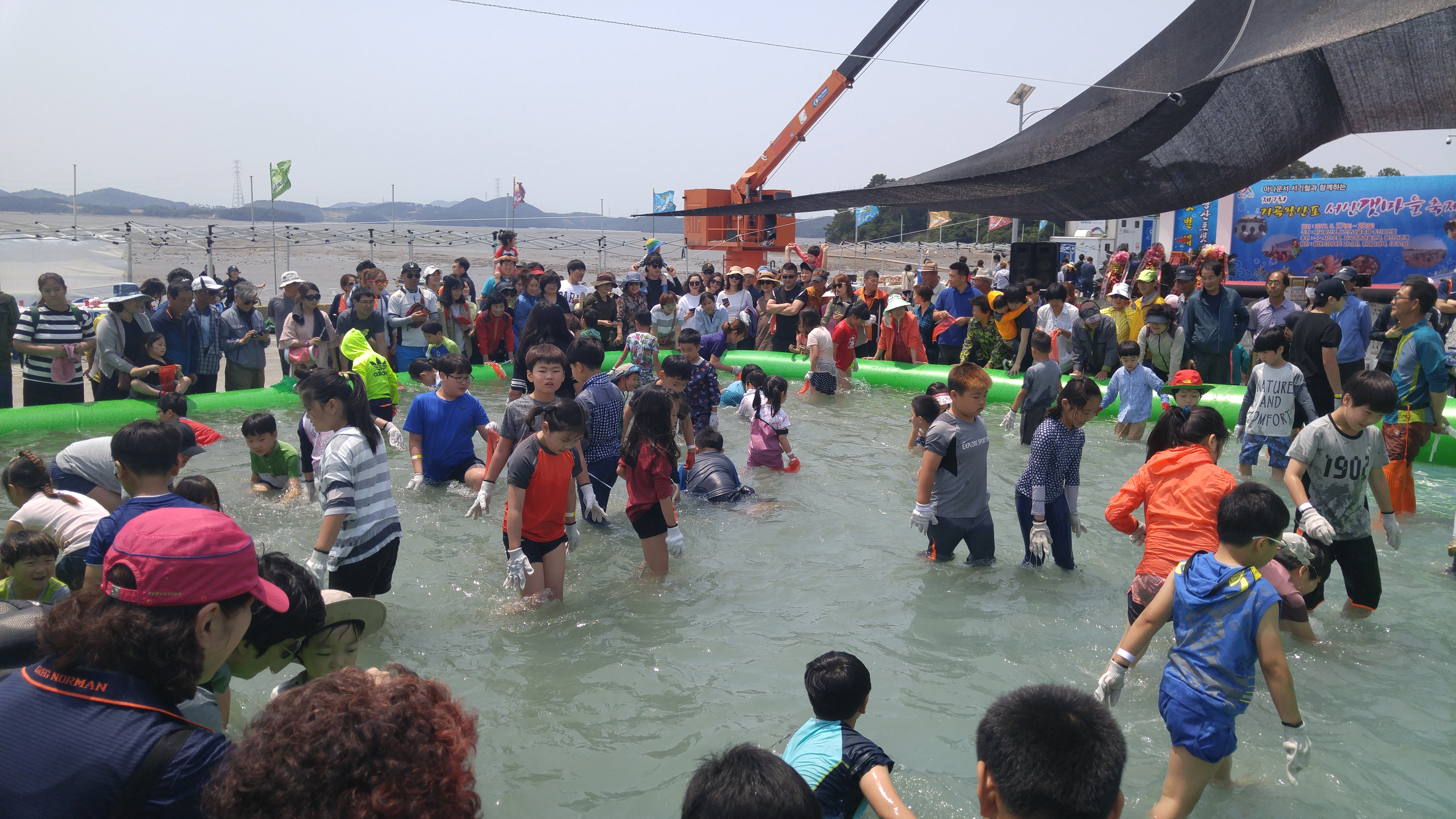
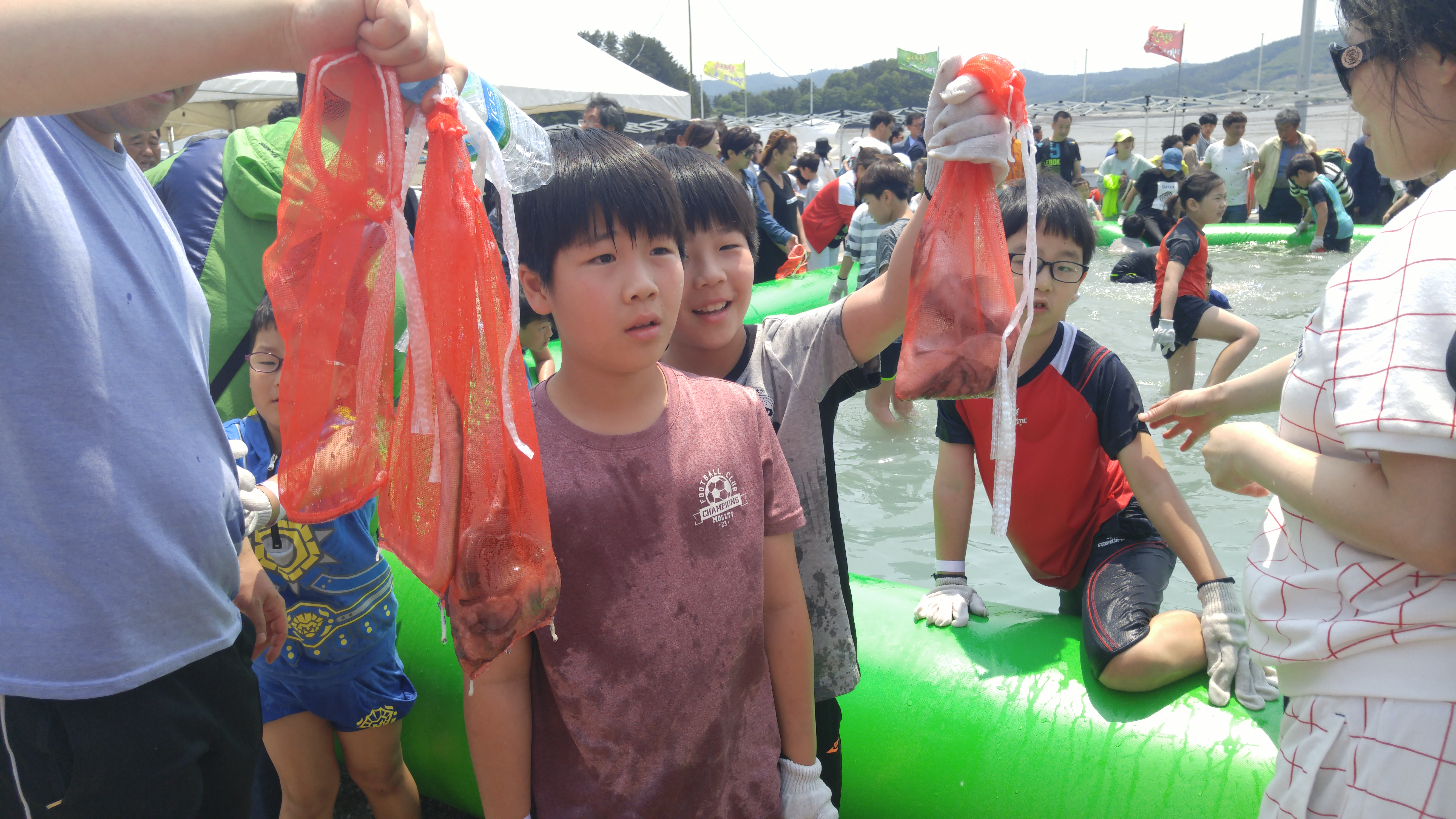
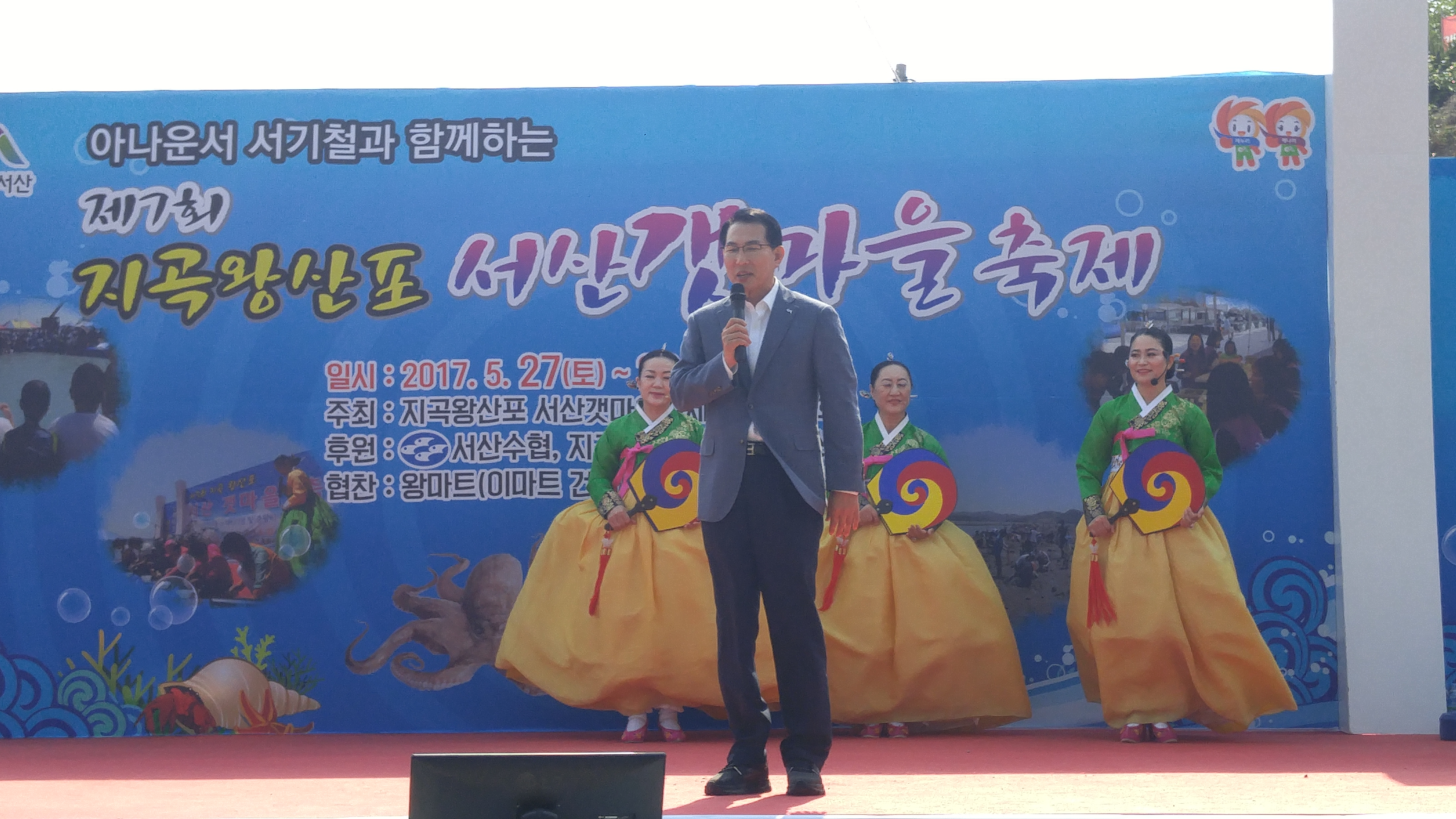